# Osservatorio Astrofisico di Skybotn
L'osservatorio Astrofisico di Skybotn (Šibotn, in lingua norvegese)  è un osservatorio astronomico ottico situato a Šibotn, in Norvegia, di proprietà della facoltà di fisica dell'Università di Tromsø. Distante circa 130 km ad est di Tromsø, questo osservatorio è il più settentrionale al mondo, ed è registrato presso il Minor Planet Center con codice 093.
Essendo situato entro il circolo polare, le osservazioni possono essere effettuate solo dal ottobre ad aprile, periodo durante il quale è possibile avere oscurità tale da consentire l'osservazione limpida del cielo stellato. Ulteriori limiti sono dati dalle aurore polari che interferiscono spesso con le osservazioni; un anno garantisce circa 15-20 notti di buona qualità fotometrica.
Lo strumento principale dell'osservatorio consiste in un riflettore Ritchey-Chrétien da 50 cm che viene utilizzato principalmente a scopo didattico congiuntamente ad uno spettrografo, una fotocamera CCD e strumenti fotometrici.
Affiancato all'osservatorio astronomico ne è presente uno geomagnetico che monitorizza il verificarsi di eventi che possono dare luogo ad emergenze nella Norvegia settentrionale.